# Johann Baptist Werloschnig
Johann Baptist Werloschnig von und zu Pernberg (auch Werloschnigg, Werloschnik und Verloschnig; * 23. Januar 1670 in Mozirje (Prassberg), Untersteiermark; † etwa 1750) war ein slowenischer Mediziner und Wissenschaftler. Er ist auch unter dem Namen Ivan bzw. Janez (Krstnik) Brložnik bekannt.

## Leben
Werloschnig studierte Medizin an der Universität Graz und praktizierte als Arzt in Graz, Linz, Ljubljana (Laibach), Ried und Wels. Während seines Aufenthaltes in Linz bekam er auch seinen Namenszusatz von und zu Pernberg, der vermutlich von der Erhebung Medvedjak (Perenberg) nahe Mozirje stammt. Werloschnig war seit dem 26. November 1700 Mitglied der Leopoldina (akademischer Beiname Metrodorus I.) und eines der ersten Mitglieder der 1693 gegründeten und 1701 erstmals in der Öffentlichkeit auftretenden Academia Operosorum Labacensium (akademischer Beiname Foecundus), einem Vorläufer der Slowenischen Akademie der Wissenschaften und Künste. Er stand im regen Kontakt mit dem Mediziner Marcus Gerbezius.